# Liste der Stolpersteine in Ludwigsburg
In der Liste der Stolpersteine in Ludwigsburg sind alle 
99
Stolpersteine aufgeführt, die in Ludwigsburg im Rahmen des Projekts des Künstlers Gunter Demnig an insgesamt 14 Terminen verlegt wurden. Die ersten Ludwigsburger Stolpersteine wurden am 27. September 2008 gesetzt, die bislang letzten am 17. Mai 2024. Weitere sollen nach Angaben der Stolperstein-Initiative Ludwigsburg im Februar 2026 folgen.
Die Ludwigsburger Stolperstein-Initiative formierte sich im Herbst 2007 auf Anregung des Journalisten und Filmemachers Jochen Faber nach dessen Recherchen zum Dokumentarfilm Das Geheimnis der Orangenkisten. In den ersten Jahren befasste sich die Initiative vor allem mit Ludwigsburger jüdischen Glaubens und Kommunisten, später kamen Opfer der Aktion T4 hinzu. Inzwischen wird über alle Opfergruppen geforscht, zuletzt zu als „minderwertig“ bezeichneten Menschen aus sozialen Unterschichten („Ballastexistenzen“), die nach NS-Auffassung sozialen Randgruppen zugehörten oder schwere Leistungs- und Anpassungsdefizite aufzuweisen hätten.

## Stolpersteine in Ludwigsburg
Zusammengefasste Adressen von Verlegeorten zeigen an, dass mehrere Stolpersteine an einem Ort verlegt wurden. Die Tabelle ist teilweise sortierbar; die Grundsortierung erfolgt alphabetisch nach dem Verlegeort. Die Spalte Person, Inschrift wird nach dem Namen der Person alphabetisch sortiert.
| Bild | Person, Inschrift | Verlegeort                                         | Verlegedatum                         | Information |
| ---- | --- | -------------------------------------------------- | ------------------------------------ | --- |
|      | HIER WOHNTE HANS FRISCHAUER JG. 1883 FLUCHT 1938 PRAG 1939 GHETTO PRAG DEPORTIERT 1942 THERESIENSTADT IZBICA ERMORDET 1942                                             | Asperger Straße 34 (Lage)                          | 7. Okt. 2009                         | Zu Hans Frischauer existiert eine Opferbiografie. Zur Villa Frischauer gibt es einen Artikel. Zur Familie Frischauer gehörten Vater Hans, Mutter Meta, Tochter Gertrud und die beiden Söhne Robert und Walter Frischauer. Hans Frischauer produziert bis 1933 Lacke und ist damit auf dem Feld der chemisch-technischen Entwicklung ein gefragter Mann. Zu seinen Kunden zählen die Deutsche Reichsbahn, Landesunternehmen und kommunale Einrichtungen. Zusammen lebten sie in der Villa Frischauer. 1938 kommt Tochter Gertrud in ein Töchterinstitut in der Schweiz. Im gleichen Jahr wird eine Betriebsprüfung in der Firma Frischauer durchgeführt. Es werden ungenehmigte Verkäufe vorgeworfen und Vater Hans flüchtet vor einem Strafverfahren nach Prag. Im Frühjahr 1939 holt er seine restliche Familie nach. Als im März deutsche Truppen in Prag aufmarschieren wird die Familie in ein Prager Juden-Ghetto gebracht. Von dort aus werden sie im April 1942 nach Theresienstadt deportiert um von dort aus nach Izbica bzw. das Ermordungslager Belzec gebracht zu werden und zu sterben. |
|      | HIER WOHNTE META FRISCHAUER GEB. WEIL JG. 1895 FLUCHT 1939 PRAG 1939 GHETTO PRAG DEPORTIERT 1942 THERESIENSTADT IZBICA ERMORDET 1942                                   | Asperger Straße 34 (Lage)                          | 7. Okt. 2009                         | Zu Hans Frischauer existiert eine Opferbiografie. Zur Villa Frischauer gibt es einen Artikel. Zur Familie Frischauer gehörten Vater Hans, Mutter Meta, Tochter Gertrud und die beiden Söhne Robert und Walter Frischauer. Hans Frischauer produziert bis 1933 Lacke und ist damit auf dem Feld der chemisch-technischen Entwicklung ein gefragter Mann. Zu seinen Kunden zählen die Deutsche Reichsbahn, Landesunternehmen und kommunale Einrichtungen. Zusammen lebten sie in der Villa Frischauer. 1938 kommt Tochter Gertrud in ein Töchterinstitut in der Schweiz. Im gleichen Jahr wird eine Betriebsprüfung in der Firma Frischauer durchgeführt. Es werden ungenehmigte Verkäufe vorgeworfen und Vater Hans flüchtet vor einem Strafverfahren nach Prag. Im Frühjahr 1939 holt er seine restliche Familie nach. Als im März deutsche Truppen in Prag aufmarschieren wird die Familie in ein Prager Juden-Ghetto gebracht. Von dort aus werden sie im April 1942 nach Theresienstadt deportiert um von dort aus nach Izbica bzw. das Ermordungslager Belzec gebracht zu werden und zu sterben. |
|      | HIER WOHNTE ROBERT FRISCHAUER JG. 1922 FLUCHT 1939 PRAG 1939 GHETTO PRAG DEPORTIERT 1942 THERESIENSTADT IZBICA ERMORDET 1942                                           | Asperger Straße 34 (Lage)                          | 7. Okt. 2009                         | Zu Hans Frischauer existiert eine Opferbiografie. Zur Villa Frischauer gibt es einen Artikel. Zur Familie Frischauer gehörten Vater Hans, Mutter Meta, Tochter Gertrud und die beiden Söhne Robert und Walter Frischauer. Hans Frischauer produziert bis 1933 Lacke und ist damit auf dem Feld der chemisch-technischen Entwicklung ein gefragter Mann. Zu seinen Kunden zählen die Deutsche Reichsbahn, Landesunternehmen und kommunale Einrichtungen. Zusammen lebten sie in der Villa Frischauer. 1938 kommt Tochter Gertrud in ein Töchterinstitut in der Schweiz. Im gleichen Jahr wird eine Betriebsprüfung in der Firma Frischauer durchgeführt. Es werden ungenehmigte Verkäufe vorgeworfen und Vater Hans flüchtet vor einem Strafverfahren nach Prag. Im Frühjahr 1939 holt er seine restliche Familie nach. Als im März deutsche Truppen in Prag aufmarschieren wird die Familie in ein Prager Juden-Ghetto gebracht. Von dort aus werden sie im April 1942 nach Theresienstadt deportiert um von dort aus nach Izbica bzw. das Ermordungslager Belzec gebracht zu werden und zu sterben. |
|      | HIER WOHNTE WALTER FRISCHAUER JG. 1929 FLUCHT 1939 PRAG 1939 GHETTO PRAG DEPORTIERT 1942 THERESIENSTADT IZBICA ERMORDET 1942                                           | Asperger Straße 34 (Lage)                          | 7. Okt. 2009                         | Zu Hans Frischauer existiert eine Opferbiografie. Zur Villa Frischauer gibt es einen Artikel. Zur Familie Frischauer gehörten Vater Hans, Mutter Meta, Tochter Gertrud und die beiden Söhne Robert und Walter Frischauer. Hans Frischauer produziert bis 1933 Lacke und ist damit auf dem Feld der chemisch-technischen Entwicklung ein gefragter Mann. Zu seinen Kunden zählen die Deutsche Reichsbahn, Landesunternehmen und kommunale Einrichtungen. Zusammen lebten sie in der Villa Frischauer. 1938 kommt Tochter Gertrud in ein Töchterinstitut in der Schweiz. Im gleichen Jahr wird eine Betriebsprüfung in der Firma Frischauer durchgeführt. Es werden ungenehmigte Verkäufe vorgeworfen und Vater Hans flüchtet vor einem Strafverfahren nach Prag. Im Frühjahr 1939 holt er seine restliche Familie nach. Als im März deutsche Truppen in Prag aufmarschieren wird die Familie in ein Prager Juden-Ghetto gebracht. Von dort aus werden sie im April 1942 nach Theresienstadt deportiert um von dort aus nach Izbica bzw. das Ermordungslager Belzec gebracht zu werden und zu sterben. |
|      | HIER LEBTE WILHELM BREIER JG. 1902 EINGEWIESEN 1937 HEILANSTALT WEISSENAU ´VERLEGT´ 21.4.1941 HADAMAR ERMORDET 21.4.1941 AKTION T4                                     | Auf der Karlshöhe 3 (Lage)                         | 27. Apr. 2013                        | Zu Wilhelm Breier existiert eine Opferbiografie. |
|      | HIER WOHNTE JULIUS WEBER JG. 1868 EINGEWIESEN 1926 HEILANSTALT WEINSBERG ´VERLEGT´ 16.7.1940 GRAFENECK ERMORDET 16.7.1940 ´AKTION T4´                                  | Bahnhofstraße 29 (Lage)                            | 12. Juli 2018                        | Zu Julius Weber existiert eine Opferbiografie. |
|      | HIER WOHNTE KARL MERKLE JG. 1881 EINGEWIESEN 1935 HEILANSTALT WEINSBERG ´VERLEGT´ 16.7.1940 GRAFENECK ERMORDET 16.7.1940 ´AKTION T4´                                   | Baltenstraße 28 (Oßweil) (Lage)                    | 12. Juli 2018                        | Zu Karl Merkle existiert eine Opferbiografie. |
|      | HIER WOHNTE WILHELM BADER JG. 1899 IM WIDERSTAND VERHAFTET 11.3.1933 KZ HEUBERG 1938 DACHAU ERMORDET 10.3.1945                                                         | Bauhofstraße 14 (Lage)                             | 7. Okt. 2009                         | Zu Wilhelm Bader existiert eine Opferbiografie. |
|      | HIER WOHNTE FLORINA OTTENHEIMER GEB. BLOCH JG. 1876 EINGEWIESEN 1939 ´HEILANSTALT´ ZWIEFALTEN ERMORDET 1940 IN ´HEILANSTALT´ GRAFENECK                                 | Bei der Katholischen Kirche 2 (Lage)               | 27. Sep. 2008                        | Zu Florina Ottenheimer existiert eine Opferbiografie. |
|      | HIER WOHNTE IDA MÖHLER GEB. RETTICH JG. 1887 EINGEWIESEN 1937 HEILANSTALT WEINSBERG ´VERLEGT´ 8.5.1940 GRAFENECK ERMORDET 8.5.1940 ´AKTION T4´                         | Beihinger Straße 9 (Hoheneck) (Lage)               | 8. Juli 2020                         | Ida Möhler wurde am 17. Oktober 1887 in Dörzbach (Oberamt Künzelsau) als Tochter des Buchbindermeisters Fridolin Rettich geboren. Im April 1912 heiratete sie den Postassistenten Johann Möhler, mit dem sie vier Kinder hatte. Die Familie lebte in Möckmühl. Zwei Jahre nach dem Tod ihres Mannes (1927) zog Ida Möhler nach Ludwigsburg und wohnte dort zusammen mit ihrer Schwester Hedwig Meyer in der Beihinger Straße 29 (heute Hausnummer 9). Das Einwohnerregister der Stadt Ludwigsburg weist sie als damalige Eigentümerin des Hauses aus. Im August 1931 wird Ida Möhler zum ersten Mal in die Heilanstalt Weinsberg für Geisteskranke aufgenommen, nachdem in den Krankenakten eines Ludwigsburger Arztes folgendes vermerkt war: „… seit zwei Jahren nicht mehr ganz richtig. Vor zwei Jahren wegen Schwermut Suizidversuch. Deswegen im Krankenhaus Ludwigsburg. Seitdem meist schwermütig, schimpft oft, streitsüchtig, Verfolgungs- und Beziehungswahn.“ Knapp sechs Jahre später, am 25. Februar 1937 wird sie entlassen, ist aber bereits am 8. März 1937 zurück in der Weinsberger Klinik. In den dortigen Akten zu Ida Möhler findet sich noch ein letzter Eintrag: „Ausgetreten am 8. Mai 1940 – wohin? In eine andere Anstalt.“ Heute ist bekannt, dass Ida Möhler im Rahmen der Euthanasie-Aktion-T4 am 8. Mai 1940 in die Tötungsanstalt Grafeneck verbracht und dort noch am gleichen Tag vergast wurde. Das Standesamt in Grafeneck versuchte den Mord zu verschleiern, datierte ihren Tod auf den 23. Mai und gab als Todesursache „akute Hirnschwellung“ an. |
|      | HIER WOHNTE MARGARETE MICHELFELDER JG. 1934 EINGEWIESEN JUNI 1943 LANDESANSTALT EICHBERG ERMORDET 14.7.1943                                                            | Benzengasse 10 (Pflugfelden) (Lage)                | 7. Okt. 2009                         | Zu Margarete Michelfelder existiert eine Opferbiografie. |
|      | HIER WOHNTE FRANZ MARTIN JG. 1905 VERHAFTET 1935 ERMORDET 1940 IN MAUTHAUSEN                                                                                           | Bietigheimer Straße 21 (Lage)                      | 7. Okt. 2009                         | Zu Franz Martin existiert eine Opferbiografie. |
|      | HIER WOHNTE ELISE MÜNZ JG. 1885 EINGEWIESEN 1931 HEILANSTALT WEINSBERG ´VERLEGT´ 25.1.1940 GRAFENECK ERMORDET 25.1.1940 ´AKTION T4´                                    | Bogenstraße 10 (Lage)                              | 8. Juli 2020                         | Zu Elise Münz existiert eine Opferbiografie. |
|      | HIER WOHNTE ELFRIEDE MACK JG. 1890 EINGEWIESEN 1912 HEILANSTALT WEINSBERG ´VERLEGT´ 25.1.1940 GRAFENECK ERMORDET 25.1.1940 ´AKTION T4´                                 | Brenzstraße 21 (Lage)                              | 22. Okt. 2021                        | Eine Kurzbiografie zu Elfriede Mack wurde im Oktober 2021 in der Ludwigsburger Kreiszeitung veröffentlicht. |
|      | HIER WOHNTE ROLF REICHERT JG. 1931 EINGEWIESEN 1940 HEILANSTALT WEINSBERG ´VERLEGT´ 4.12.1940 GRAFENECK ERMORDET 4.12.1940 ´AKTION T4´                                 | Brückenstraße 24 (Neckarweihingen) (Lage)          | 17. Mai 2024                         | Zu Rolf Reichert existiert eine Opferbiografie. |
|      | HIER WOHNTE JEANETTE KAHN JG. 1870 EINGEWIESEN 1917 HEILANSTALT SCHUSSENRIED ´VERLEGT´ 9.7.1940 GRAFENECK ERMORDET 9.7.1940 AKTION T4                                  | Eberhardstraße 27 (Lage)                           | 21. Mai 2015                         | Zu Jeanette Kahn existiert eine Opferbiografie. |
|      | HIER WOHNTE ALBERTINE REICHERT JG. 1866 EINGEWIESEN 1938 HEILANSTALT WEINSBERG ´VERLEGT´ 19.8.1940 GRAFENECK ERMORDET 19.8.1940 ´AKTION T4´                            | Elmar-Doch-Straße 33 (Lage)                        | 8. Juli 2020                         | Zu Albertine Reichert existiert eine Opferbiografie. |
|      | HIER WOHNTE IDA WERTHEIMER GEB. GEISMAR JG. 1889 DEZEMBER 1941 ZWANGSUMSIEDLUNG NACH BAISINGEN DEPORTIERT 1942 IZBICA ERMORDET                                         | Friedrichstraße 22 (Lage)                          | 27. Sep. 2008                        | Zu Ida Wertheimer existiert eine Opferbiografie. |
|      | HIER WOHNTE JOSEF WERTHEIMER JG. 1878 DEZEMBER 1941 ZWANGSUMSIEDLUNG NACH BAISINGEN DEPORTIERT 1942 IZBICA ERMORDET                                                    | Friedrichstraße 22 (Lage)                          | 27. Sep. 2008                        | Zu Josef Wertheimer existiert eine Opferbiografie. |
|      | HIER WOHNTE HANNELORE WERTHEIMER JG. 1926 DEZEMBER 1941 ZWANGSUMSIEDLUNG NACH BAISINGEN DEPORTIERT 1942 IZBICA ERMORDET                                                | Friedrichstraße 22 (Lage)                          | 27. Sep. 2008                        | Zu Hannelore Wertheimer existiert eine Opferbiografie. |
|      | HIER WOHNTE WILHELM ZIEGLER JG. 1884 EINGEWIESEN 1930 HEILANSTALT WEINSBERG ´VERLEGT´ 19.8.1940 GRAFENECK ERMORDET 19.8.1940 AKTION T4                                 | Friedrichstraße 30 (Lage)                          | 21. Mai 2015                         | Zu Wilhelm Ziegler existiert eine Opferbiografie. |
|      | HIER WOHNTE KARL ESSIG JG. 1887 SEIT 1913 MEHRERE HEILANSTALTEN ´VERLEGT´ 18.7.1940 PIRNA-SONNENSTEIN ERMORDET 18.7.1940 AKTION T4                                     | Friedrichstraße 35 (Lage)                          | 19. Mai 2014                         | Zu Karl Essig existiert eine Opferbiografie. |
|      | HIER WOHNTE JULIUS DREYFUS JG. 1888 ´SCHUTZHAFT´ 1938 DACHAU DEPORTIERT 1941 RIGA-JUNGFERNHOF ERMORDET                                                                 | Friedrichstraße 94 (Lage)                          | 27. Apr. 2013                        | Zu Julius Dreyfus existiert eine Opferbiografie. |
|      | HIER WOHNTE PAULA DREYFUS GEB. GUNDELFINGER JG. 1894 DEPORTIERT 1941 RIGA-JUNGFERNHOF ERMORDET                                                                         | Friedrichstraße 94 (Lage)                          | 27. Apr. 2013                        | Zu Paula Dreyfus existiert eine Opferbiografie. |
|      | HIER WOHNTE WERNER DREYFUS JG. 1935 DEPORTIERT 1941 RIGA-JUNGFERNHOF ERMORDET                                                                                          | Friedrichstraße 94 (Lage)                          | 27. Apr. 2013                        | Zu Werner Dreyfus existiert eine Opferbiografie. |
|      | HIER WOHNTE KARL AUGUST EBEL JG. 1895 VERHAFTET 27.6.1938 AKTION ´ARBEITSSCHEU REICH´ DACHAU 1939 MAUTHAUSEN ERMORDET 24.9.1939                                        | Gartenstraße 17 (Lage)                             | 8. Juli 2020                         | Zu Karl Ebel existierte zeitweise eine Opferbiografie im digitalen Gedenkbuch „Raum der Namen“ der KZ-Gedenkstätte Mauthausen. |
|      | HIER WOHNTE JOSEF MICHELBACHER JG. 1906 VERHAFTET 27.6.1938 AKTION ´ARBEITSSCHEU REICH´ DACHAU ERMORDET 26.3.1939                                                      | Gartenstraße 17 (Lage)                             | 8. Juli 2020                         | Josef Michelbacher |
|      | HIER WOHNTE ERNST GOTTLOB SCHEUFLER JG. 1893 VERHAFTET 21.12.1938 ALS ASOZIAL STIGMATISIERT DACHAU 1939 MAUTHAUSEN ERMORDET 8.4.1939                                   | Gartenstraße 17 (Lage)                             | 22. Okt. 2021                        | Eine Kurzbiografie zu Ernst Scheufler wurde im Oktober 2021 in der Ludwigsburger Kreiszeitung veröffentlicht. |
|      | HIER WOHNTE WILHELM RUTH JG. 1900 EINGEWIESEN 1935 HEILANSTALT WEINSBERG ´VERLEGT´ 19.8.1940 GRAFENECK ERMORDET 19.8.1940 ´AKTION T4´                                  | Gartenstraße 45 (Lage)                             | 22. Okt. 2021                        | Eine Kurzbiografie zu Wilhelm Ruth wurde im Oktober 2021 in der Ludwigsburger Kreiszeitung veröffentlicht. |
|      | HIER WOHNTE JOHANNA GRÜNEWALD JG. 1890 EINGEWIESEN 1934 HEILANSTALT WEINSBERG ´VERLEGT´ 3.3.1941 HADAMAR ERMORDET 10.3.1941 AKTION T4                                  | Goetheplatz 2 (Lage)                               | 12. Apr. 2012                        | Zu Johanna Grünewald existiert eine Opferbiografie. |
|      | HIER WOHNTE BERTHOLD WEIL JG. 1891 FLUCHT 1936 ITALIEN INTERNIERT FOSSOLI DEPORTIERT 1944 AUSCHWITZ SACHSENHAUSEN ERMORDET 20. 12. 1944 DACHAU                         | Hartensteinallee 5 (Lage)                          | 22. Okt. 2021                        | Zu Berthold Weil existiert eine Opferbiografie. |
|      | HIER WOHNTE MINA WEIL GEB. LÄMMLE JG. 1899 FLUCHT 1938 ITALIEN INTERNIERT FOSSOLI DEPORTIERT 1944 AUSCHWITZ ERMORDET JAN 1945 DACHAU                                   | Hartensteinallee 5 (Lage)                          | 22. Okt. 2021                        | Zu Mina Weil existiert eine Opferbiografie. |
|      | HIER WOHNTE LEOPOLD WERNER WEIL JG. 1927 FLUCHT 1938 ITALIEN INTERNIERT FOSSOLI DEPORTIERT 1944 AUSCHWITZ ERMORDET JAN. 1945 DACHAU                                    | Hartensteinallee 5 (Lage)                          | 22. Okt. 2021                        | Zu Leopold Weil existiert eine Opferbiografie. |
|      | HIER WOHNTE EVA WEIL JG. 1932 FLUCHT 1938 ITALIEN INTERNIERT FOSSOLI DEPORTIERT 1944 AUSCHWITZ ERMORDET JAN. 1945 DACHAU                                               | Hartensteinallee 5 (Lage)                          | 22. Okt. 2021                        | Zu Eva Weil existiert eine Opferbiografie. |
|      | HIER WOHNTE ROSA ROMMEL JG. 1915 EINGEWIESEN 1925 HEILANSTALT STETTEN 'VERLEGT' 5.11.1940 GRAFENECK ERMORDET 5.11.1940 AKTION T4                                       | Hermann-Löns-Straße 3 (Oßweil) (Lage)              | 21. Mai 2015                         | Zu Rosa Rommel existiert eine Opferbiografie. |
|      | HIER WOHNTE RICHARD WERNER JG. 1898 EINGEWIESEN 1925 HEILANSTALT WEINSBERG ´VERLEGT´ 19.8.1940 GRAFENECK ERMORDET 19.8.1940 ´AKTION T4´                                | Hermann-Löns-Straße 13 (Oßweil) (Lage)             | 12. Juli 2018                        | Zu Richard Werner existiert eine Opferbiografie. |
|      | HIER WOHNTE ADOLF KEHRER JG. 1883 EINGEWIESEN 1933 ´HEILANSTALT´ WEINSBERG ERMORDET 16.7.1940 IN ´HEILANSTALT´ GRAFENECK                                               | Hermann-Wißmann-Straße 19 (Neckarweihingen) (Lage) | 7. Okt. 2009                         | Zu Adolf Kehrer existiert eine Opferbiografie. |
|      | HIER WOHNTE ADOLF OTTENHEIMER JG. 1870 DEPORTIERT 1942 THERESIENSTADT 1942 TREBLINKA ERMORDET 5.10.1942 MALY TROSTINEC                                                 | Hoferstraße 23 (Lage)                              | 12. Apr. 2012                        | Zu Adolf Ottenheimer existiert eine Opferbiografie. |
|      | HIER WOHNTE HENRIETTE OTTENHEIMER GEB. EICHENGRÜN JG. 1878 DEPORTIERT 1942 THERESIENSTADT 1942 TREBLINKA ERMORDET 5.10.1942 MALY TROSTINEC                             | Hoferstraße 23 (Lage)                              | 12. Apr. 2012                        | Zu Henriette Ottenheimer existiert eine Opferbiografie. |
|      | HIER WOHNTE UND ARBEITETE EMMA LAUPHEIMER JG. 1874 DEPORTIERT 1942 THERESIENSTADT ERMORDET 26.9.1942 TREBLINKA                                                         | Holzmarkt 6 (Lage)                                 | 12. Apr. 2012                        | Zu Emma Laupheimer existiert eine Opferbiografie. |
|      | HIER WOHNTE FRIEDA LAUPHEIMER JG. 1872 DEPORTIERT 1942 THERESIENSTADT ERMORDET 26.9.1942 TREBLINKA                                                                     | Holzmarkt 6 (Lage)                                 | 12. Apr. 2012                        | Zu Frieda Laupheimer existiert eine Opferbiografie. |
|      | HIER WOHNTE UND ARBEITETE REGINE LAUPHEIMER JG. 1868 DEPORTIERT 1942 THERESIENSTADT ERMORDET 26.9.1942 TREBLINKA                                                       | Holzmarkt 6 (Lage)                                 | 12. Apr. 2012                        | Zu Regine Laupheimer existiert eine Opferbiografie. |
|      | HIER WOHNTE ANNA SZYLIT GEB. SÄBEL JG. 1899 AUSGEWIESEN 1938 NACH POLEN ERMORDET SEPT.1942 IN TREBLINKA                                                                | Hospitalstraße 37 (Lage)                           | 27. Sep. 2008                        | Zu Anna Szylit existiert eine Opferbiografie. |
|      | HIER WOHNTE SAMUEL SZYLIT JG. 1888 AUSGEWIESEN 1938 NACH POLEN ERMORDET SEPT.1942 IN TREBLINKA                                                                         | Hospitalstraße 37 (Lage)                           | 27. Sep. 2008                        | Zu Samuel Szylit existiert eine Opferbiografie. |
|      | HIER WOHNTE MAX SZYLIT JG. 1938 AUSGEWIESEN 1938 NACH POLEN ERMORDET SEPT.1942 IN TREBLINKA                                                                            | Hospitalstraße 37 (Lage)                           | 27. Sep. 2008                        | Zu Max Szylit existiert eine Opferbiografie. |
|      | HIER WOHNTE PAULINE SCHENK JG. 1880 EINGEWIESEN 1903 HEILANSTALT GÖPPINGEN ´VERLEGT´ 28.8.1940 GRAFENECK ERMORDET 28.8.1940 ´AKTION T4´                                | Hospitalstraße 39 (Lage)                           | 12. Juli 2018                        | Zu Pauline Schenk existiert eine Opferbiografie. |
|      | HIER WOHNTE KARL MÜLLER JG. 1904 EINGEWIESEN 1927 HEILANSTALT WEINSBERG ´VERLEGT´ 16.7.1940 GRAFENECK ERMORDET 16.7.1940 ´AKTION T4´                                   | Jägerhofallee 2 (Lage)                             | 28. Okt. 2016                        | Zu Karl Müller existiert eine Opferbiografie. |
|      | HIER WOHNTE RUTH DIETERICH JG. 1931 EINGEWIESEN 1937 HEILANSTALT SCHWÄB.HALL 1940 HEILANSTALT WEINSBERG ´VERLEGT´ 4.12.1940 GRAFENECK ERMORDET 4.12.1940 AKTION T4     | Kammererstraße 15 (Lage)                           | 19. Mai 2014                         | Zu Ruth Dieterich existiert eine Opferbiografie. |
|      | HIER WOHNTE MARTA PFITZER GEB. VANDERELL JG. 1891 EINGEWIESEN 1930 HEILANSTALT WEINSBERG ´VERLEGT´ 4.6.1940 GRAFENECK ERMORDET 4.6.1940 ´AKTION T4´                    | Keplerstraße 10 (Lage)                             | 6. Mai 2017                          | Zu Marta Pfitzer existiert eine Opferbiografie. |
|      | HIER ARBEITETE JULIE KAUFMANN GEB. HIRSCHHEIMER JG. 1884 FLUCHT 1939 HOLLAND INTERNIERT 1943 WESTERBORK DEPORTIERT 1943 ERMORDET IN AUSCHWITZ                          | Kirchstraße 1 (Lage)                               | 13. Apr. 2011                        | Zu Julie Kaufmann existiert eine Opferbiografie. |
|      | HIER ARBEITETE SALOMON KAUFMANN JG. 1876 FLUCHT 1939 HOLLAND INTERNIERT 1943 WESTERBORK DEPORTIERT 1943 ERMORDET IN AUSCHWITZ                                          | Kirchstraße 1 (Lage)                               | 13. Apr. 2011                        | Zu Salomon Kaufmann existiert eine Opferbiografie. |
|      | HIER WOHNTE LINA HELENE RICHTER GEB. LAUPHEIMER JG. 1875 DEPORTIERT 1942 THERESIENSTADT ERMORDET 21.11.1943                                                            | Leonberger Straße 18 (Lage)                        | 12. Apr. 2012                        | Zu Lina Helene Richter existiert eine Opferbiografie. |
|      | HIER WOHNTE ALBERT ECKERT JG. 1873 EINGEWIESEN 1910 HEILANSTALT PFULLINGEN HEILANSTALT WEISSENAU ´VERLEGT´ 9.9.1940 GRAFENECK ERMORDET 9.9.1940 ´AKTION T4´            | Leonberger Straße 19 (Lage)                        | 28. Okt. 2016                        | Zu Albert Eckert existiert eine Opferbiografie. |
|      | HIER WOHNTE ANTON REINHARDT JG. 1921 ZWANGSARBEIT IN LUDWIGSBURG DEPORTIERT 1943 AUSCHWITZ ERMORDET 27.12.1943                                                         | Leonberger Straße 32 (Lage)                        | 27. Sep. 2008                        | Zu Anton Reinhardt existiert eine Opferbiografie. |
|      | HIER WOHNTE MATHILDE SPINDLER JG. 1877 EINGEWIESEN 1917 HEILANSTALT GÖPPINGEN ´VERLEGT´ 3.10.1940 GRAFENECK ERMORDET 3.10.1940 ´AKTION T4´                             | Lindenstraße 1 (Lage)                              | 12. Juli 2018                        | Zu Mathilde Spindler existiert eine Opferbiografie. |
|      | HIER WOHNTE MARIA FRITZ GEB. STAIGER JG. 1873 EINGEWIESEN 1922 HEILANSTALT KENNENBURG HEILANSTALT WEINSBERG ´VERLEGT´ 4.6.1940 GRAFENECK ERMORDET 4.6.1940 ´AKTION T4´ | Marktplatz 6 (Lage)                                | 28. Okt. 2016                        | Zu Maria Fritz existiert eine Opferbiografie. |
|      | HIER WOHNTE MAX ELSAS JG. 1858 EINGEWIESEN 1941 ´HEILANSTALT´ ESCHENAU DEPORTIERT 1942 THERESIENSTADT ERMORDET 30.11.1942                                              | Marstallstraße 4 (Lage)                            | 7. Okt. 2009                         | Zu Max Elsas existiert eine Opferbiografie. Bild des vorbereiteten Stolpersteins An Max Elsas erinnert auch die Max-Elsas-Straße in Ludwigsburg-Ost. |
|      | HIER WOHNTE META STIEFEL JG. 1887 DEPORTIERT 1941 RIGA-JUNGFERNHOF ERMORDET                                                                                            | Marstallstraße 4 (Lage)                            | 27. Apr. 2013                        | Zu Meta Stiefel existiert eine Opferbiografie. |
|      | HIER WOHNTE DR.WALTER PINTUS JG. 1880 VERHAFTET 10.11.1938 DEPORTIERT DACHAU ERMORDET                                                                                  | Mathildenstraße 6 (Lage)                           | 27. Sep. 2008                        | Zu Walter Pintus existiert eine Opferbiografie. In Ludwigsburg erinnert an Walter Pintus auch die Walter-Pintus-Straße im Wohngebiet Schlösslesfeld. Walter Pintus wurde am 27. September 1880 in Berlin geboren, promovierte 1904 zum Doktor der Medizin und übernahm 1905 in Ludwigsburg eine Praxis. Seit 1933 gab es die Aufforderung zum Boykott seiner Arztpraxis. Im Oktober 1938 wurde ihm seine Approbation als Arzt entzogen. Im Zuge der Reichs-Pogromnacht wurde er mit anderen Juden verhaftet und nach Dachau gebracht. Hier kam er wohl am 13. November 1938 um. Ob es Selbstmord war oder nicht, kann man heute nicht mehr sagen. |
|      | HIER WOHNTE JAKOB GREILSAMER JG. 1877 DEPORTIERT 1942 THERESIENSTADT ERMORDET 1944 IN AUSCHWITZ                                                                        | Mathildenstraße 8 (Lage)                           | 7. Okt. 2009                         | Zu Jakob Greilsamer existiert eine Opferbiografie. Jakob Greilsamer wurde 1877 in Breisach geboren und starb 1944 im KZ Auschwitz, nachdem er 1942 in das KZ Theresienstadt deportiert wurde. Arbeit fand Jakob Greilsamer vor der Machtergreifung in der Württembergischen Papierzentrale. Diese lief bis zur Arisierung 1938 sehr gut. Auf Grund dieses Ereignisses verlor Greilsamer seine Arbeit und die Familie war auf die Versorgung von Lebensmitteln Anderer angewiesen. Die beiden Kinder, Heinz und Hannah Greilsamer, verließen 1939 Deutschland mit einem Kindertransport nach London. Zusammengetrieben von den Nationalsozialisten und durch die Entziehung ihres Wohnraums wurde das Ehepaar Greilsamer im Dezember 1941 in das Judenhaus in der Blumenstraße 2 nach Stuttgart eingewiesen. Am 22. August 1942 wurden sie mit einem Transport vom Nordbahnhof nach Theresienstadt deportiert. Am 28. Oktober 1944 wurden sie nach Auschwitz verschleppt und ermordet. Bis heute steht in Auschwitz der Koffer von Jakob Greilsamer, auf dem, vor Beginn der Deportation, sein Name geschrieben wurde. |
|      | HIER WOHNTE KLARA GREILSAMER GEB. OTTENHEIMER JG. 1895 DEPORTIERT AUG.1942 THERESIENSTADT ERMORDET 1944 IN AUSCHWITZ                                                   | Mathildenstraße 8 (Lage)                           | 7. Okt. 2009                         | Zu Klara Greilsamer existiert eine Opferbiografie. |
|      | HIER WOHNTE SARA OTTENHEIMER GEB. OTTENHEIMER JG. 1870 EINGEWIESEN 1942 ´HEILANSTALT´ DELLMENSINGEN DEPORTIERT AUG.1942 THERESIENSTADT ERMORDET 1944 IN AUSCHWITZ      | Mathildenstraße 8 (Lage)                           | 7. Okt. 2009                         | Zu Sara Ottenheimer existiert eine Opferbiografie. |
|      | HIER WOHNTE ERNST WERTHEIMER JG. 1900 FLUCHT 1938 USA | Mathildenstraße 8 (Lage)                           | 15. Nov. 2022                        | |
|      | HIER WOHNTE STEFAN WERTHEIMER JG. 1935 FLUCHT 1938 USA | Mathildenstraße 8 (Lage)                           | 15. Nov. 2022                        | |
|      | HIER WOHNTE RUTH WERTHEIMER GEB. WERTHEIMER JG. 1912 FLUCHT 1938 USA                                                                                                   | Mathildenstraße 8 (Lage)                           | 15. Nov. 2022                        | |
|      | HIER WOHNTE MARTA STAUCH JG. 1908 EINGEWIESEN 1922 HEILANSTALT STETTEN ´VERLEGT´ 5.12.1940 GRAFENECK ERMORDET 5.12.1940 ´AKTION T4´                                    | Maxstraße 1 (Lage)                                 | 6. Mai 2017                          | Zu Marta Stauch existiert eine Opferbiografie. |
|      | HIER WOHNTE ANTONIE ORTHAL GEB. ELSAS JG. 1887 ZWANGSUMSIEDLUNG 1941 ESCHENAU DEPORTIERT 1942 THERESIENSTADT 1944 AUSCHWITZ ERMORDET 19.4.1944                         | Meraner Straße 3 (Lage)                            | 27. Sep. 2008                        | Zu Antonie Orthal existiert eine Opferbiografie. |
|      | HIER WOHNTE LYDIA WÜRTH JG. 1896 EINGEWIESEN 1905 HEILANSTALT STETTEN ´VERLEGT´ 7.8.1940 GRAFENECK ERMORDET 7.8.1940 ´AKTION T4´                                       | Möglinger Straße 4 (Pflugfelden) (Lage)            | 28. Okt. 2016                        | Zu Lydia Würth existiert eine Opferbiografie. |
|      | HIER WOHNTE LINA PEUKERT JG. 1887 EINGEWIESEN 1935 HEILANSTALT WEINSBERG ´VERLEGT´ 29.10.1940 GRAFENECK ERMORDET 29.10.1940 ´AKTION T4´                                | Mörikestraße 2 (Lage)                              | 12. Juli 2018                        | Zu Lina Peukert existiert eine Opferbiografie. |
|      | HIER WOHNTE HERMANN KATZ JG. 1880 AUSGEWIESEN 1938 ERMORDET JAN.1943 IM BESETZTEN POLEN                                                                                | Mörikestraße 14 (Lage)                             | 12. Apr. 2012                        | Zu Hermann Katz existiert eine Opferbiografie. |
|      | HIER WOHNTE SARAH KATZ GEB. FRIEDLAND JG. 1886 AUSGEWIESEN 1938 ERMORDET JAN.1943 IM BESETZTEN POLEN                                                                   | Mörikestraße 14 (Lage)                             | 12. Apr. 2012                        | Zu Selma Katz existiert eine Opferbiografie. |
|      | HIER WOHNTE CHARLOTTE SCHÖRG JG. 1920 EINGEWIESEN 1941 HEILANSTALT WEINSBERG 'VERLEGT' 31.3.1941 HADAMAR ERMORDET 31.3.1941 AKTION T4                                  | Mörikestraße 70 (Lage)                             | 21. Mai 2015                         | Zu Charlotte Schörg existiert eine Opferbiografie. |
|      | HIER WOHNTE UND PRAKTIZIERTE DR.DAVID SCHMAL JG. 1870 BERUFSVERBOT 1938 ZWANGSUMSIEDLUNG 1941 BAISINGEN DEPORTIERT 1942 THERESIENSTADT ERMORDET MAI 1944 AUSCHWITZ     | Myliusstraße 6 (Lage)                              | 12. Apr. 2012                        | Zu David Schmal existiert eine Opferbiografie. |
|      | HIER WOHNTE SELMA SCHMAL GEB. EMANUEL JG. 1882 ZWANGSUMSIEDLUNG 1941 BAISINGEN DEPORTIERT 1942 THERESIENSTADT ERMORDET MAI 1944 AUSCHWITZ                              | Myliusstraße 6 (Lage)                              | 12. Apr. 2012                        | Zu Selma Schmal existiert eine Opferbiografie. |
|      | HIER WOHNTE JENNY HENLE GEB. WEIL JG. 1894 DEPORTIERT 1941 RIGA-JUNGFERNHOF ERMORDET                                                                                   | Myliusstraße 6/1 (Lage)                            | 27. Apr. 2013                        | Zu Jenny Henle existiert eine Opferbiografie. |
|      | HIER WOHNTE ALBERT IMLE JG. 1927 EINGEWIESEN 1933 ´HEILANSTALT´ STETTEN ERMORDET 10.9.1940 IN GRAFENECK AKTION T4                                                      | Niedersachsenstraße 19 (Oßweil) (Lage)             | 13. Apr. 2011                        | Zu Albert Imle existiert eine Opferbiografie. |
|      | HIER WOHNTE HERMANN WISSMANN JG. 1902 VERHAFTET 1933 ERMORDET 1933 IM LAGER HEUBERG                                                                                    | Obere Gasse 16 (Hoheneck) (Lage)                   | 27. Sep. 2008                        | Zu Hermann Wißmann existiert eine Opferbiografie. |
|      | HIER WOHNTE SIEGMUND MEYER JG. 1869 DEPORTIERT 1942 THERESIENSTADT ERMORDET 2.2.1943                                                                                   | Richard-Wagner-Straße 1 (Lage)                     | 13. Apr. 2011                        | Zu Siegmund Meyer existiert eine Opferbiografie. |
|      | HIER WOHNTE FANNY MEYER GEB. LÖWENTHAL JG. 1877 DEPORTIERT 1942 THERESIENSTADT FREIHEITSTRANSPORT FEBRUAR 1945 SCHWEIZ ÜBERLEBT                                        | Richard-Wagner-Straße 1 (Lage)                     | 12. Apr. 2012                        | Zu Fanny Meyer existiert eine Opferbiografie. |
|      | HIER WOHNTE OSKAR MANNHEIM JG. 1902 VERHAFTET 17.6.1942 DEPORTIERT AUSCHWITZ ERMORDET 21.11.1942                                                                       | Schloßstraße 23 (Lage)                             | 7. Okt. 2009                         | Zu Oskar Mannheim existiert eine Opferbiografie. |
|      | HIER WOHNTE SOFIE OETINGER GEB. WEBER JG. 1881 EINGEWIESEN 1929 HEILANSTALT WEINSBERG 'VERLEGT' 19.8.1940 GRAFENECK ERMORDET 19.8.1940 AKTION T4                       | Schützenstraße 20 (Lage)                           | 21. Mai 2015                         | Zu Sofie Oetinger existiert eine Opferbiografie. |
|      | HIER ARBEITETE FANNY KUSIEL GEB. GUTMANN JG. 1869 FLUCHT 1939 HOLLAND INTERNIERT 1943 KZ VUGHT DEPORTIERT SOBIBOR ERMORDET 14.5.1943                                   | Seestraße 49 (Lage)                                | 13. Apr. 2011 ersetzt: 8. Juli 2020  | Zu Fanny Kusiel existiert eine Opferbiografie. |
|      | HIER ARBEITETE SALOMON KUSIEL JG. 1866 FLUCHT 1939 HOLLAND TOT 20.6.1940 ROTTERDAM-SCHIEBROEK                                                                          | Seestraße 49 (Lage)                                | 13. Apr. 2011 ersetzt: 27. Apr. 2013 | Zu Salomon Kusiel existiert eine Opferbiografie. |
|      | HIER WOHNTE ELISABETH SCHWEIZER JG. 1894 SEIT 1929 VERSCHIEDENE HEILANSTALTEN ´VERLEGT´ 30.8.1940 GRAFENECK ERMORDET 30.8.1940 ´AKTION T4´                             | Seestraße 60 (Lage)                                | 22. Okt. 2021                        | Eine Kurzbiografie zu Elisabeth Schweizer wurde im Oktober 2021 in der Ludwigsburger Kreiszeitung veröffentlicht. |
|      | HIER WOHNTE ELSA RABUS JG. 1904 EINGEWIESEN 1937 HEILANSTALT WEINSBERG ´VERLEGT´ 4.6.1940 GRAFENECK ERMORDET 4.6.1940 ´AKTION T4´                                      | Solitudeallee 12 (Lage)                            | 28. Okt. 2016                        | Zu Elsa Rabus existiert eine Opferbiografie. |
|      | HIER WOHNTE JENNY ELSAS GEB. NATHAN JG. 1885 DEPORTIERT 1942 TRANSIT-GHETTO IZBICA ERMORDET                                                                            | Solitudestraße 5 (Lage)                            | 17. Mai 2024                         | Zu Jenny Elsas existiert eine Opferbiografie. |
|      | HIER WOHNTE ELISE HEINZMANN JG. 1883 EINGEWIESEN 1935 HEILANSTALT WEINSBERG ´VERLEGT´ 4.6.1940 GRAFENECK ERMORDET 4.6.1940 ´AKTION T4´                                 | Solitudestraße 22 (Lage)                           | 15. Nov. 2022                        | |
|      | HIER WOHNTE SOPHIE SAUTER GEB. REX JG. 1884 EINGEWIESEN 1928 HEILANSTALT WEINSBERG ´VERLEGT´ 23.6.1940 GRAFENECK ERMORDET 23.6.1940 ´AKTION T4´                        | Solitudestraße 41 (Lage)                           | 15. Nov. 2022                        | |
|      | SOLITUDESTRASSE 52 WOHNTE HUGO KÜMMERLE JG. 1897 ´SCHUTZHAFT´ 1940 GEFÄNGNIS MANNHEIM DEPORTIERT 1942 AUSCHWITZ ERMORDET 5.1.1943                                      | Solitudestraße 52 (Lage)                           | 21. Mai 2015                         | Das Haus Solitudestr. 52 und die Nebengebäude sind längst abgerissen und durch einen Parkplatz ersetzt. Der Stolperstein für Hugo Kümmerle wurde daher im Gehweg der anderen Straßenseite verlegt. Zu Hugo Kümmerle existiert eine Opferbiografie. |
|      | HIER WOHNTE FRIEDERIKE BAUDERMANN JG. 1869 EINGEWIESEN 1911 ANSTALT SCHWÄBISCH HALL ´VERLEGT´ 10.3.1941 HADAMAR ERMORDET 10.3.1941 ´AKTION T4´                         | Talstraße 11 (Lage)                                | 6. Mai 2017                          | Zu Friederike Baudermann existiert eine Opferbiografie. |
|      | HIER WOHNTE MARIE BETZ JG. 1877 EINGEWIESEN 1924 ´HEILANSTALT´ WEINSBERG ERMORDET 4.6.1940 IN GRAFENECK AKTION T4                                                      | Tiergärten 8 (Neckarweihingen) (Lage)              | 13. Apr. 2011                        | Zu Marie Betz existiert eine Opferbiografie. |
|      | HIER WOHNTE HANS WALTER JG. 1939 EINGEWIESEN SEPT. 1942 HEILANSTALT EICHBERG ´KINDERFACHABTEILUNG´ ERMORDET 16.1.1943                                                  | Vorhofstraße 28 (Oßweil) (Lage)                    | 17. Mai 2024                         | Zu Hans Walter existiert eine Opferbiografie. |
|      | HIER WOHNTE BERTA FRANK GEB. KURZENBERGER JG. 1907 EINGEWIESEN 1936 HEILANSTALT WEINSBERG ´VERLEGT´ 10.3.1941 HADAMAR ERMORDET 10.3.1941 ´AKTION T4´                   | Weimarstraße 3 (Lage)                              | 6. Mai 2017                          | Zu Berta Frank existiert eine Opferbiografie. |
|      | HIER WOHNTE KARL THEURER JG. 1901 EINGEWIESEN 1930 HEILANSTALT WEINSBERG ´VERLEGT´ 19.8.1940 GRAFENECK ERMORDET 19.8.1940 ´AKTION T4´                                  | Wernerstraße 17 (Lage)                             | 15. Nov. 2022                        | |
|      | HIER WOHNTE FANNY FRANK GEB. KATZENWADEL JG. 1900 EINGEWIESEN HEILANSTALT WEINSBERG ´VERLEGT´ 11.12.1940 GRAFENECK ERMORDET 11.12.1940 ´AKTION T4´                     | Wernerstraße 20 (Lage)                             | 6. Mai 2017                          | Zu Fanny Frank existiert eine Opferbiografie. |
|      | HIER WOHNTE ANITA HENK JG. 1938 ´EINGEWIESEN´ 30.3.1943 KINDERFACHABTEILUNG KAUFBEUREN ERMORDET 22.6.1943                                                              | Wernerstraße 62 (Lage)                             | 19. Mai 2014                         | Zu Anita Henk existiert eine Opferbiografie. |
|      | HIER WOHNTE EMMA UNTERKOFLER GEB. HIEBER JG. 1907 EINGEWIESEN 1935 HEILANSTALT WEINSBERG ´VERLEGT´ 19.8.1940 GRAFENECK ERMORDET 19.8.1940 AKTION T4                    | Wilhelm-Bader-Straße 13 (Lage)                     | 21. Mai 2015                         | Zu Emma Unterkofler existiert eine Opferbiografie. |
|      | HIER WOHNTE HANS ALFRED GROSS JG. 1921 DEPORTIERT NOV. 1941 RIGA STUTTHOF BUCHENWALD ERMORDET 15.4.1945                                                                | Wilhelm-Blos-Straße 25 (Lage)                      | 7. Okt. 2009                         | Zu Hans Alfred Groß existiert eine Opferbiografie. |
|      | HIER WOHNTE ERICH MEZGER JG. 1927 EINGEWIESEN 1932 HEILANSTALT STETTEN ´VERLEGT´ 13.9.1940 GRAFENECK ERMORDET 13.9.1940 ´AKTION T4´                                    | Wilhelmstraße 49 (Lage)                            | 28. Okt. 2016                        | Zu Erich Mezger existiert eine Opferbiografie. |